# 추관지
《추관지》(秋官志)는 형조의 소관 사무를 모아 정리 편찬한 책으로, 1781년(정조 5년)에 형조판서 김노진(金魯鎭)이 형조의 원외(員外) 박일원(朴一源)에게 위탁하여 편성했다.
본문은 5편으로 분류되었는데, 제1편은 수편(首編), 제2편은 상복부(詳覆部), 제3편은 고율부(考律部), 제4편은 장금부(掌禁部), 제5편은 장례부(掌隷部)이다. 이 책에는 주로 효종 이후 영·정조 시대의 자료가 대부분이다.
형사법의 연혁(내력)과 재판 심리의 실태를 연구하는 데 귀중한 자료가 된다.

## 같이 보기
- 형조